# Bones Brigade
Bones Brigade fue uno de los equipos de skateboard más importantes y exitosos de Powell Peralta, la compañía del skater Stacy Peralta. Los Bones fueron creados en 1979 por el propio Stacy y a mediados-finales de la década de los 80 apareció una productiva generación de skaters, la más importante del equipo, incluyendo a patinadores de la talla de Steve Caballero, Tony Hawk, Rodney Mullen, Lance Mountain o Bucky Lasek.
El primer vídeo del equipo fue en 1982, titulado "Bones Brigade Video Show". Tras el éxito, se convirtió en una cita habitual de Powell Peralta y los Bones, lanzando un vídeo cada año hasta la actualidad.

## Videografía
Bajo el nombre de Powell Peralta:
- The Bones Brigade Video Show (1982)
- Future Primitive (1985)
- The Search For Animal Chin (1987)
- Public Domain (1988)
- Axe Rated (1988)
- Ban This (1989)
- Propaganda (1990)
- Eight (1991)
- Celebrity Tropical Fish (1991)

Bajo el nombre de Powell:
- Hot Batch (1992)
- Chaos (1992)
- Play (1993)
- Suburban Diners (1994)
- Scenic Drive (1995)
- Strip Mall Heroes (1998)
- Magic (1999)
- Bones Bearings Class of 2000 (1999)

## Miembros
Algunos de los miembros de los Bones Brigade:
| - Adrian Demain - Blair Arnot - Ray Barbee - Teddi Dean Bennett - Chris Borst - Pat Brennen - Steve Caballero - Alan Gelfand - Zach Gonzales - Tommy Guerrero - Kevin Harris - Tony Hawk | - Frankie Hill - John Francis Albin Hunt - Mike Jesiolowski - Dom Kekich - Bucky Lasek - Guy Mariano - Mike McGill - Colin McKay - Lance Mountain - Rodney Mullen - Jessie Roach - Ray Rodriguez | - Steve Saiz - Eric Sanderson - Chris Senn - Jay Smith - Steve Steadham - Jim Thiebaud - Chet Thomas - Ray Underhill - Mike Vallely - Danny Way - Per Welinder |